# Chlebowski
Chlebowski (forma żeńska: Chlebowska; liczba mnoga: Chlebowscy) – polskie nazwisko. Najprawdopodobniej pochodzi pośrednio od pokarmu – chleb.

## Ludzie noszący nazwisko Chlebowski
- Anna Piskorska-Chlebowska – polska chemiczka, podharcmistrzyni, działaczka opozycji demokratycznej w PRL
- Danuta Boguszewska-Chlebowska – polska malarka i graficzka
- Elżbieta Regulska-Chlebowska – polska etnografka, działaczka opozycji w PRL, redaktorka, tłumaczka literatury angielskiej
- Zofia Chlebowska – polska działaczka oświatowa, siostra Bronisława Chlebowskiego
- Aleksander Chlebowski – pułkownik, dowódca 11. Pułku Piechoty Księstwa Warszawskiego
- Brajan Chlebowski – sześciolatek, który zginął w pożarze ratując ludzi
- Bronisław Chlebowski – polski historyk literatury
- Cezary Chlebowski – polski pisarz i publicysta
- Jakub Chlebowski – polski lekarz internista, naukowiec, pedagog, publicysta, społecznik
- Jan Chlebowski – rotmistrz królewski za panowania króla Jana Kazimierza
- Jan Chlebowski – lekarz, ordynator Szpitala Dzieciątka Jezus w Warszawie (w latach 1838-1864)
- Jan Chlebowski – inżynier budownictwa lądowego, działacz studencki, działacz turystyczny, członek władz PTTK w Łodzi
- Janusz Chlebowski – judoka, brązowy medalista w konkurencji 86 kg w Mistrzostwach Polski w Judo w 1978 roku, aktor, kaskader
- Juliusz Chlebowski – pułkownik, dowódca piechoty 18. Dywizji Piechoty Wojska Polskiego II RP
- Karol Chlebowski – pułkownik wojsk pruskich, dyrektor pruskiej szkoły wojskowej w Chełmnie
- Krzysztof Chlebowski – generał-major wojsk pruskich
- Leon Hipolit Chlebowski – powstaniec listopadowy
- Longin Zbigniew Chlebowski – polski pracownik komunikacji miejskiej, polityk, działacz opozycji w PRL
- Paweł Chlebowski SchP (imię zakonne Paweł od św. Jacka) – pijar, pedagog
- Piotr Chlebowski – polski pedagog i matematyk, nauczyciel Zygmunta Krasińskiego
- Roman Chlebowski – polski geolog, profesor Uniwersytetu Warszawskiego
- Romuald Chlebowski – jeden z bohaterów Poznańskiego Czerwca '56, kawaler Krzyża Kawalerskiego Orderu Odrodzenia Polski
- Stanisław Chlebowski (1835–1884) – polski malarz i podróżnik
- Stanisław Chlebowski (1890–1969) – polski malarz
- Tadeusz Chlebowski – major, pierwszy dowódca 5. Batalionu Saperów w 1939 r.
- Tomasz Chlebowski – polski astronom, działacz opozycji w PRL, menedżer
- Wawrzyniec Chlebowski – XVII-wieczny polski poeta
- Zbigniew Chlebowski – poseł na Sejm RP
- Zygmunt Chlebowski – polski inżynier, górnik.

## Postacie fikcyjne
- Marek Chlebowski – jeden z bohaterów serialu telewizyjnego S.O.S., grany przez Krzysztofa Kolbergera

## Pochodzenie osób o nazwisku Chlebowski
- zobacz: Chlebowo, Chlebów.

## Herbowni
Chlebowscy pieczętowali się m.in. poniższymi herbami:
- Gozdawa
- Nieczuja
- Poraj  Z tym tematem związana jest kategoria: Chlebowscy herbu Poraj.

Nazwisko to pojawia się również w spisach polskiej szlachty Guberni Wołyńskiej.

## Nazwy geograficzne
- w Działdowie znajduje się ulica Stanisława Chlebowskiego.

## Statystyki
Według seriwsu Moikrewni.pl w Polsce żyje 1676 mężczyzn o nazwisku Chlebowski i 1743 kobiet o nazwisku Chlebowska. W tym:
- 211 osób w Poznaniu. Kolejnymi – pod względem popularności tego nazwiska – miastami w Polsce są:
- 158 osób w Warszawie i
- 94 osoby w Krotoszynie (0,3% populacji).